# 福沙那韦
福沙那韦（英语：Fosamprenavir），商品名Lexiva和Telzir，是一种用于治疗HIV/AIDS的药物。它是蛋白酶抑制剂和抗逆转录病毒药物安普那韦的前药。它由ViiV医疗保健公司作为钙盐销售。
福沙那韦于2003年10月在美国被批准用于医疗用途，并于2004年7月在欧盟获得批准。人体代谢福沙那韦以形成作为活性成分的安普那韦。
一项与洛匹那韦的头对头研究表明，这两种药物具有相当的效力，但服用福沙那韦的患者往往具有更高的血清胆固醇。

## 医疗用途
福沙那韦用于治疗HIV-1感染，通常但不一定与低剂量利托那韦或其他抗病毒药物联合使用。

## 副作用
最常见的不良反应是腹泻。其他常见的副作用包括头痛、头晕和皮疹，这通常是短暂的。严重的过敏反应（史蒂文斯-约翰逊综合征）很少见。

## 相互作用
安普那韦（福沙那韦的活性代谢物，存在于血浆、肝脏和其他器官中）通过肝酶CYP3A4代谢，并且对这种酶有微弱的抑制作用。这意味着与也被CYP3A4代谢的药物联合使用可以增加其血浆浓度，从而增加副作用；并与抑制CYP3A4的药物合用可增加安普那韦的浓度。
当将福沙那韦与低剂量的CYP3A4抑制剂利托那韦联合使用时，这种相互作用是有意的，因为它允许应用较低剂量的福沙那韦。

## 药理学
福沙那韦甚至在到达循环系统之前就被迅速激活为安普那韦。安普那韦是一种 HIV 蛋白酶抑制剂。

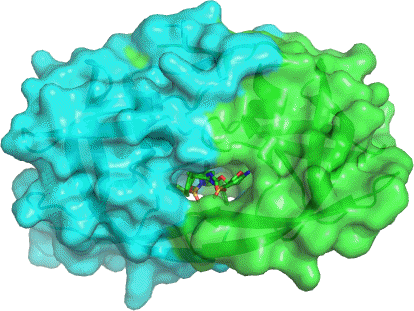
HIV-1蛋白酶二聚体与安普那韦（棒）结合在活性位点。PDB条目